# Kerstin Eksell
Kerstin Eksell, född 1948, är professor emerita i arabiska och semitisk filologi samt litterär översättare från arabiska. Som översättare har Eksell återgivit titlar av Naguib Mahfouz, Mahmoud Darwish och Elias Khoury.
Översättningar
Naguib Mahfouz: Midaqq-gränden (Zuqaq al-midaqq) (Rabén & Sjögren, 1981)
Naguib Mahfouz: Berättelser från min gata (Hikayat haratina) (Rabén & Sjögren, 1989)
Naguib Mahfouz: Mellan de två slotten (Bayn al-qasrayn) (Rabén & Sjögren, 1990)
Elias Khoury: Lilla berget (al-Jabal al-saghir) (Alhambra, 2002)
Elias Khoury: Solens port (Bab al-shams) (Leopard, 2005)
Elias Khoury: Som om hon sover (Ka’annaha na’ima) (Leopard, 2007)
Mahmoud Darwish: Tillstånd av belägring (Halat hisar) (översatt tillsammans med Henry Diab) (Dar al-Muna, 2002)
Mahmoud Darwish: Främlingens säng (Sarir al-ghariba) (Dar al-Muna, 2006)
Mahmoud Darwish: Varför lämnade du hästen ensam (Li-madha tarakta l- hisana wahidan) (Dar al-Muna, 2006) 
Mahmoud Shukair: Men Jerusalem står kvar (al-Quds wahdaha hunak) (Alhambra, 2022)